# Élections parlementaires de 1965 en république démocratique du Congo
Des élections législatives, sénatoriales et provinciales ont lieu du 18 mars jusqu'au 30 avril 1965 en République démocratique du Congo afin d'élire les membres des deux chambres de son parlement national ainsi que des assemblées de ses 21 provinces,.
Le scrutin voit la victoire de la CONACO (Convention nationale congolaise), parti politique de Moïse Tshombe,,,,,,.